# Țuțuru
Țuțuru – wieś w Rumunii, w okręgu Vâlcea, w gminie Grădiștea. W 2011 roku liczyła 333 mieszkańców.